# WTA Tournament of Champions 2012
El Qatar Airways Tournament of Champions Sofia fue un torneo de tenis individual femenino jugado en pista dura indoor. Fue la cuarta edición del WTA Tournament of Champions y formó parte del circuito de la WTA. El torneo tuvo lugar por primera vez en la ciudad de Sofia, Bulgaria, y se jugó en el ARENA ARMEEC Sofia, del 30 de octubre al 4 de noviembre de 2012. 

## Torneo

### Descripción
Es el torneo de fin de temporada para aquellas jugadoras que ganaron por lo menos uno de los torneos de la categoría International pero que no clasificaron para el WTA Tour Championships. El cuadro de individuales consta de ocho jugadoras (seis clasificadas + dos invitaciones). No hay torneo de dobles dentro de este evento.
El 5 de octubre la organización del torneo dio a conocer que su principal patrocinador sería Qatar Airways y que el nombre oficial del evento sería Qatar Airways Tournament Of Champions Sofia.

### Formato
Después de dos ediciones en que se jugaron eliminaciones directas a partir de cuartos de final, el formato del torneo volverá a ser como la edición inaugural, es decir, habrá un sistema de grupos llamado round robin, solo que la diferencia con aquella edición erradicará en que esta vez serán ocho jugadoras y no doce como en 2009. A partir del round robin que constará de dos grupos de cuatro jugadoras cada uno y en el que jugarán todas contra todas, se determinarán las semifinalistas, que serán las primeras dos jugadoras de cada grupo. Las parejas de semifinales serán conformadas por la primera tenista del Grupo 1 versus la segunda tenista del Grupo 2 y la segunda tenista del Grupo 1 versus la primera del Grupo 2. La ganadora de cada llave de semifinales accederá a la final, en donde se disputarán el título.

## Sistema de Clasificación
Las 6 jugadoras mejor clasificadas que hayan ganado al menos un torneo International durante el año y que no hayan clasificado para el WTA Tour Championships 2012 se clasificarán para el evento. Además la organización entrega dos invitaciones. A principios de año se anunció que una invitación recaería en la tenista local Tsvetana Pironkova y  el 5 de octubre junto con el anuncio del principal patrocinador y del nombre oficial del torneo, se anunció que la otra invitación sería para la rusa María Kirilenko, que a pesar de no ganar un torneo International, llegó a la final del Torneo de Pattaya City, en donde cayó con Daniela Hantuchova.

### Campeonas de los Torneos WTA International 2012
Para el calendario 2012, la lista de las campeonas de los International Tournaments es la siguiente:
| Torneo           | Fechas                   | Superficie    | Ganadora             |
| ---------------- | ------------------------ | ------------- | -------------------- |
| Auckland         | 1-8 de enero             | Dura          | Zheng Jie            |
| Hobart           | 9-15 de enero            | Dura          | Mona Barthel         |
| Pattaya City     | 6-12 de febrero          | Dura          | Daniela Hantuchová   |
| Bogotá           | 13-19 de febrero         | Tierra batida | Lara Arruabarrena    |
| Monterrey        | 20-26 de febrero         | Dura          | Timea Babos          |
| Memphis          | 20-26 de febrero         | Dura (i)      | Sofia Arvidsson      |
| Acapulco         | 27 de febrero-4 de marzo | Tierra batida | Sara Errani          |
| Kuala Lumpur     | 27 de febrero-4 de marzo | Dura          | Hsieh Su-wei         |
| Barcelona        | 9-15 de abril            | Tierra batida | Sara Errani          |
| Copenhague       | 9-15 de abril            | Dura (i)      | Angelique Kerber     |
| Fes              | 23-29 de abril           | Tierra batida | Kiki Bertens         |
| Estoril          | 30 de abril-6 de mayo    | Tierra batida | Kaia Kanepi          |
| Budapest         | 30 de abril-6 de mayo    | Tierra batida | Sara Errani          |
| Estrasburgo      | 21-27 de mayo            | Tierra batida | Francesca Schiavone  |
| Birmingham       | 11-17 de junio           | Hierba        | Melanie Oudin        |
| Bad Gastein      | 11-17 de junio           | Tierra batida | Alizé Cornet         |
| 's-Hertogenbosch | 18-24 de junio           | Hierba        | Nadia Petrova        |
| Palermo          | 9-15 de julio            | Tierra batida | Sara Errani          |
| Bastad           | 16-22 de julio           | Tierra batida | Polona Hercog        |
| Bakú             | 23-29 de julio           | Dura          | Bojana Jovanovski    |
| Washington       | 30 de julio-5 de agosto  | Dura          | Magdalena Rybarikova |
| Dallas           | 20-26 de agosto          | Dura          | Roberta Vinci        |
| Tashkent         | 10-16 de septiembre      | Dura          | Irina-Camelia Begu   |
| Quebec           | 10-16 de septiembre      | Dura (i)      | Kirsten Flipkens     |
| Seúl             | 17-23 de septiembre      | Dura          | Caroline Wozniacki   |
| Cantón           | 17-23 de septiembre      | Dura          | Hsieh Su-wei         |
| Linz             | 8-14 de octubre          | Dura (i)      | Victoria Azarenka    |
| Osaka            | 8-14 de octubre          | Dura          | Heather Watson       |
| Luxemburgo       | 15-21 de octubre         | Dura (i)      | Venus Williams       |

## Jugadoras clasificadas a Sofía
Al 22 de octubre de 2012 las jugadoras clasificadas al WTA Tournament of Champions 2012 son:
| Pos | País                                  | Jugadora                 | Rank WTA | Torneos Ganados     | Estatus                   |
| --- | ------------------------------------- | ------------------------ | -------- | ------------------- | ------------------------- |
| 1   | Bandera de Dinamarca                  | Caroline Wozniacki       | 11       | Seúl                | Clasificada               |
| 2   | Bandera de Rusia                      | Nadia Petrova            | 13       | 's-Hertogenbosch    | Clasificada               |
| 3   | Bandera de Rusia                      | Maria Kirilenko          | 15       |                     | Clasificada como wildcard |
| 4   | Bandera de Italia                     | Roberta Vinci            | 16       | Dallas              | Clasificada               |
| 5   | Bandera de Estonia                    | Kaia Kanepi              | 19       | Estoril             | -                         |
| 6   | Bandera de Estados Unidos             | Venus Williams           | 24       | Luxemburgo          | -                         |
| 7   | Bandera de China Taipéi               | Su-Wei Hsieh             | 25       | Kuala Lumpur Cantón | Clasificada               |
| 8   | Bandera de la República Popular China | Jie Zheng                | 29       | Auckland            | Clasificada               |
| 9   | Bandera de Eslovaquia                 | Daniela Hantuchova       | 32       | Pattaya City        | Clasificada               |
| 10  | Bandera de Italia                     | Francesca Schiavone      | 35       | Strasbourg          | -                         |
| 11  | Bandera de Alemania                   | Mona Barthel             | 39       | Hobart              | -                         |
| 12  | Bandera de Suecia                     | Sofia Arvidsson          | 41       | Memphis             | Suplente                  |
| 13  | Bandera de Francia                    | Alize Cornet             | 43       | Bad Gastein         | Suplente                  |
| 14  | Bandera de Bulgaria                   | Tsvetana Pironkova       | 44       |                     | Clasificada como wildcard |
| 15  | Bandera del Reino Unido               | Heather Watson           | 49       | Osaka               | -                         |
| 16  | Bandera de Rumania                    | Irina-Camelia Begu       | 53       | Tashkent            | -                         |
| 17  | Bandera de Bélgica                    | Kirsten Flipkens         | 55       | Quebec City         | -                         |
| 18  | Bandera de Serbia                     | Bojana Jovanovski        | 57       | Bakú                | Jugará otro torneo        |
| 19  | Bandera de los Países Bajos           | Kiki Bertens             | 59       | Fès                 | -                         |
| 20  | Bandera de Hungría                    | Timea Babos              | 62       | Monterrey           | -                         |
| 21  | Bandera de Eslovaquia                 | Magdalena Rybarikova     | 66       | Washington          | -                         |
| 22  | Bandera de España                     | Lara Arruabarrena-Vecino | 75       | Bogotá              | -                         |
| 23  | Bandera de Eslovenia                  | Polona Hercog            | 78       | Bastad              | -                         |
| 24  | Bandera de Estados Unidos             | Melanie Oudin            | 98       | Birmingham          | -                         |

     Clasificada matemáticamente o a través de invitación.
     Suplentes del torneo.
- Angelique Kerber que ganó el Torneo de Copenhague, Victoria Azarenka que ganó el Torneo de Linz y Sara Errani que ganó cuatro torneos International (Acapulco, Barcelona, Budapest y Palermo) se clasificaron para el WTA Tour Championships 2012.

- Venus Williams y Kaia Kanepi, quienes tenían entrada directa al torneo, decidieron no participar por lesión.

## Resultados

### Final
| Fecha      | Partido            | Partido | Partido       | Resultado |
| ---------- | ------------------ | ------- | ------------- | --------- |
| 04.11.2012 | Caroline Wozniacki | 0-2     | Nadia Petrova | 2-6, 1-6  |